# 360. pr. n. št.
360. pr. n. št. je četrto desetletje v 4. stoletju pr. n. št. med letoma 369 pr. n. št. in 360 pr. n. št.. 